# Drachen hat nicht jeder
Drachen hat nicht jeder (englischer Originaltitel: Poo-Poo and the Dragons) ist ein Kinderbuch von Cecil Scott Forester aus dem Jahr 1942.

## Inhalt
Der junge Harald Hieronymus Dudu Braun kriecht aus Langeweile im elterlichen Garten in eine Fuchsienblüte und landet dabei in einer bizarren Phantasiewelt. Hier trifft er einen zahmen Drachen und nimmt diesen mit nach Hause. Sein Vater ist dem Neuankömmling gegenüber aufgeschlossen und nennt ihn Horatio Hieronymus Drache, Frau Braun lässt sich erst überzeugen, als Horatio sich im Garten nützlich macht.
Familie Braun erlebt mit ihrem neuen Mitglied viel Aufregendes: So beweist Horatio in der Schule seine Gelehrsamkeit, sorgt aber auch bei einem Kinobesuch für Wirbel und wird anschließend sogar polizeilich gesucht. Nach dem Diebstahl von 14 Melonen muss er den Schaden beim Händler abarbeiten und wird dabei zufällig zum Werbeträger in einer Trinkhalle. Nachdem er ein Radio verschluckt hat, glaubt ein Zirkusdirektor, der Drache könne singen und engagiert ihn für einen Auftritt. In der Manege versagen aber die Batterien und Herr Braun kann die Situation nur knapp zur Freude des Publikums retten.
Bei einem weiteren Besuch in der Fuchsie stoßen Dudu und Horatio auf eine Drachendame, die ihnen nach Hause folgt. Herr Braun, über den weiteren Neuzugang wenig erfreut, nennt sie Irmintrude. Die beiden Drachen machen sich sogleich nützlich, indem sie das Wasser eines Sees durch ihr Feuer erhitzen und damit den Kindern das Baden ermöglichen. Auf dem Heimweg verursacht Irmintrude jedoch ein kleines Verkehrschaos. Am nächsten Tag leidet sie deswegen unter Fieber, sodass Tierarzt Dr. Eschengrüdel eine Schneekur verschreibt. Die Brauns fahren daraufhin ins Gebirge, wo die Drachen eine verschneite Straße räumen.
Nach ihrer Rückkehr sorgt Irmintrude erneut für Ärger, als sie der Nachbarin Fr. Dockmeuser-Trackenfuß den Kinderwagen samt Sohn Wigbert stiehlt und mit ihm einen Spaziergang unternimmt. Herr Braun macht sie ausfindig und bringt Wigbert zu seiner Mutter zurück, ehe Polizist Überzwerch eintrifft.
Nach einer gemeinsamen Dampferfahrt und einem Einkaufsbummel, den Irmintrude zu einem Besuch im Schönheitssalon und Horatio für einen weiteren turbulenten Kinobesuch nutzen, nehmen Dudu und die Drachen einen Hausputz zum Anlass, sich in der Fuchsie zu verstecken, von wo sie nach einigen seltsamen Erlebnissen und zum Schrecken von Frau Braun mit Farbe, Teer und Staub bedeckt heimkehren.
Irmintrude legt ein Ei, ein für Drachen seltenes Ereignis. Ihre Art, es per Feuerspucken auszubrüten, löst jedoch einen Feuerwehreinsatz aus. Nachdem es über einen längeren Zeitraum derart behandelt wurde,  schlüpft Maximilian. Brauns organisieren eine große Geburtstagsfeier, zu der viele Personen, die im Roman vorkamen, als Gäste erscheinen.

## Hintergrund
Das Buch entstand, nachdem Forester mit seinen Söhnen allein zu Haus gewesen war und der damals 8-jährige George sich zu essen weigerte. Beim Abendessen improvisierte Forester daraufhin Geschichten, wenn sein Sohn im Gegenzug aß. So entstanden die Figuren des Poo-Poo und der drei Drachen, die kurz darauf zu einem Roman zusammengefasst wurden. Die Illustrationen der Originalausgabe besorgte Robert Lawson. Das Buch erschien 1942 beim Verlag Michael Joseph Ltd. in London. 1966 folgte durch Adolf Himmel eine deutschsprachige Übersetzung im Verlag Sauerländer und im Sigbert Mohn Verlag; die Rechte lagen beim Bertelsmann Jugendbuchverlag.

## Adaptionen
Die Augsburger Puppenkiste verarbeitete das Buch 1975 zu einer vierteiligen TV-Produktion. Die Geschichte erschien im selben Jahr bei der EMI Electrola GmbH auch auf Schallplatte und Musikkassette als Hörbuch.

## Trivia
Den Vornamen Horatio verwendete Forester später für seine Romanfigur Horatio Hornblower, die ihn bekannt machen sollte. Sie stellt eine Anlehnung an Horatio Nelson dar.